# Панченко Сусанна Миколаївна
Суса́нна Микола́ївна Па́нченко (Шалі́мова) (8.03.1948-21.09.2019) — доктор медичних наук, професор, лауреат Державної премії УРСР в галузі науки і техніки (1986).

## З життєпису
Родом з невеликого полтавського містечка. Перший раз до інституту не поступила, закінчила медучилище. Для подальшої роботи вибрала київське Медмістечко; хотіла працювати в дитячому відділенні, але вмовили кілька місяців допомогти в хірургічному — де й лишилася. На наступний рік вступила до інституту. Працювала і хірургом, й викладачем в медичному інституті.
Від 1981 року — дружина (друга) Олександра Шалімова.
Потім полишила попередні роботи, через хворобу рук не могла більше оперувати і перейшла в Київський національний університет культури і мистецтв де викладала дисципліну «Основи медичних знань» і була завідувачем кафедри медичної підготовки та фізичного виховання.
Станом на 1986 рік — асистент кафедри загальної хірургії Київського національного медичного університету.
Лауреат Державної премії УРСР в галузі науки і техніки 1986 року — за цикл робіт «Розробка, теоретичне обґрунтування та клінічне впровадження нових методів оперативного лікування, детоксикації і реабілітації хворих із захворюванням печінки та жовчовивідних протоків»; співавтори Картель Микола Тимофійович, Ковальов Михайло Маркович, Колесников Євген Борисович, Короткий Валерій Миколайович, Медведєв Володимир Єгорович, Орел Гліб Львович, Павловський Михайло Петрович, Радзіховський Анатолій Павлович, Скиба Володимир Вікторович.
Стала віце-президентом Всеукраїнського благодійного медичного фонду імені О. О. Шалімова.
Серед патентів: «Спосіб лікування пенетруючих виразок 12-персної кишки», співавтори Гайдуков Л. Н., Гройсман С. Д., Земсков Володимир Сергійович, Злой В. В., Колесников Євген Борисович.